# Поцелуєв Іван Абрамович
Іван Абрамович Поцелуєв (1904 — 1985) — радянський військовий діяч та педагог, генерал-майор. Начальник Київського суворовського військового училища (1954–1956).

## Біографія
Командир 22-го танкового полку 22-ї танкової бригади 5 армії.
З 16.01.1942 по 15.07.1942 — командир 148-ї окремої танкової бригади.
У 1944 році — командир 19-го танкового Перекопського Червонопрапорного корпусу, який перший увійшов до звільненого Сімферополя.
10 квітня 1944 року отримав легке поранення.
З 01.01.1954 по 26.05.1956 — очолював Київське суворовське військове училище